# Praia de Geribá
A praia de Geribá é uma das mais famosas praias do balneário de Búzios, no litoral do Estado do Rio de Janeiro.
Seu nome vem da palmeira Jerivá, nativa da Mata Atlântica.
Com dois quilômetros de extensão, Geribá é a mais frequentada praia de Búzios. Em sua orla destacam-se belas residências de veraneio, pousadas e bares. Cercada por rochas e lindas casas encravadas entre as pedras.
Com areia fina e branca e mar agitado, é excelente para a prática do surf (com esquerdas e direitas quebrando em toda a sua extensão), bodyboard, futebol de areia, windsurf, vôlei de praia, wakeboard, vela e caminhada, tornando-se o ponto de encontro preferido dos jovens. É lugar de gente bonita e famosa.
Geribá fica distante cinco minutos de carro do centro de Búzios (em dia de tráfego normal) e divide as atenções dos turistas com as outras 22 praias da península que combina a simplicidade de uma antiga vila de pescadores com a sofisticação da arquitetura de casas, pousadas e restaurantes.